# Cheering Zone
Cheering Zones (englisch für „Jubelzonen“), auch bekannt als „Cheering Stations“ oder „Cheer Points“, sind bei Lauf-Wettkämpfen wie Marathons oder Triathlons speziell ausgewiesene Bereiche an der Strecke, in dem Zuschauer besonders lautstark und organisiert die Läufer anfeuern. Organisiert werden sie von den Wettkampf-Organisatoren, Run Clubs, Sportvereinen oder Marken.
Diese Streckenabschnitte sind oft bunt geschmückt, haben Musik, Moderation oder sogar kleine Shows, um die Stimmung aufzuheizen und den Teilnehmenden einen Motivationsschub zu geben. Sie sind strategisch an Streckenabschnitten platziert, die für Läufer psychologisch besonders fordernd sind, z. B. kurz vor der „Marathon-Mauer“ um Kilometer 25 bis 40. Typisch für Cheering Zones sind neben Plakaten, Klatschpappen, Trommeln und Trillerpfeifen auch Bengalos und Konfetti-Kanonen sowie bunte, mittels Stencils auf die Laufstrecke gesprühte Logos der Run Clubs.